# Пливање на Летњим олимпијским играма 1896.
На Олимпијским играма 1896. у пливању се такмичило у четири категорије. Такмичење је припремано и организовано од стране Пододбора за водене спортове. Све дисциплине су одржане истог дана 11. априла у заливу Зеа у Пиреју на отвореном мору. Улествовало је 19 пливача из четири земље.

## Земље учеснице
- Аустрија (2)
- Грчка (15)
- Мађарска (1)
- САД (1)

## Освајачи медаља
Ове медаље МОК је доделио ретроактивно. У време игара, победници су добијали сребрну медаљу и остала места нису добијали никакву награду.
| Дисциплина                       |                        | Резултат |                          | Резултат  |                         | Резултат  |
| 100 м слободно детаљи            | Алфред Хајош Мађарска  | 1:22,2   | Ото Хершман Аустрија(    | 1:22,8    | нико                    | -         |
| 500 м слободно детаљи            | Паул Нојман Аустрија(  | 8:12,6   | Антониос Пепанос Грчка   | 9:57,6    | Ефстатиос Хорофас Грчка | непознато |
| 1.200 м слободно детаљи          | Алфред Хајош Грчка     | 18:22,2  | Јоанис Андреу Грчка      | 21:03,4   | Ефстатиос Хорофас Грчка | непознато |
| 100 м слободно за морнаре детаљи | Јоанис Малокинис Грчка | 2:20,4   | Спиридон Хасапис { Грчка | непознато | Димитриос Дривас Грчка  | непознато |

### Биланс медаља
|    | Земља      |   |   |   |    |
| -- | ---------- | - | - | - | -- |
| 1. | Грчка      | 2 | 0 | 0 | 2  |
| 2. | Грчка      | 1 | 3 | 3 | 7  |
| 3. | Аустрија   | 1 | 1 | 0 | 2  |
|    | Укупно (3) | 4 | 4 | 3 | 11 |

САД су биле четврта учесница у такмичењу, али није освојила ниједну медаљу.